# Rok Benkovič
Rok Benkovič (Ljubljana, 20. ožujka 1986.), slovenski skijaš skakač. Živi u Kamniku.
Natječe se od jedanaeste godine. Na svjetskom prvenstvu 2005. u Oberstdorfu osvojio je zlato na maloj skakaonici u pojedinačnoj konkurenciji i broncu na maloj skakaonici u momčadskoj konkurenciji, skačući s Peterkom, Bogatajem i Damjanom. Sudionik je Olimpijskih igara u Torinu 2006. na kojima je osvojio 10. mjesto na velikoj skakaonici u momčadskoj konkurenciji i 29. mjesto u pojedinačnoj konkurenciji na velikoj skakaonici te 49. u pojedinačnoj konkurenciji na maloj skakaonici. 
Vlasnik je slovenskog skakačkog rekorda od 226 metara, koji je postavio na Planici 2005. a držao ga je do 2007. kad je Robert Kranjec doskočio do 229 metara. Svibnja 2007. Benkovič je zaključio karijeru.

## Vanjske poveznice
- Rok Benkovič na stranicama Međunarodne skijaške federacije